# Muchachos de la ciudad
Muchachos de la ciudad es una película argentina dirigida por José Agustín Ferreyra sobre su propio guion que se estrenó el 13 de mayo de 1937 y que tuvo como protagonistas a Floren Delbene y Herminia Franco. Música donde Elvino Vardaro con cantor Carlos Dante. 

## Sinopsis
Cuando su padre intenta casarla con un hombre al que odia, una joven escapa del hogar pero al tiempo regresa.

## Reparto
- Salvador Arcella ... Lisandro
- Antonio Ber Ciani ... Roberto "Malamusa"
- Floren Delbene ... Julio Eduardo
- Nelly Edison ... Pepita
- Herminia Franco ... Marga
- Miguel Gómez Bao ... el "Pibe Pomada"
- Tito Martínez del Box ... Enrique
- Enriquito A. Mazza ... Luisito
- Sara Olmos ... Alicia
- Carlos Perelli ... Esteban

## Comentarios
Crítica dijo:

«Película modesta. Salió a la calle en mangas de camisa. El director mantiene las cosas, desde el principio, en un plano agradable: hace que la película se vea con gusto»

El Heraldo del Cinematografista escribió:

«Melodrama vulgar, de tintes sombríos y de un lento desarrollo que ofrece en su desagravio una cualidad que es ya característica de su director: una pintura rica en matices emocionales de Buenos Aires.»

Manrupe y Portela escriben:

«De asunto menor e ingenuo, pero buena en su construcción formal y el porteñismo documental.»